# تشنغرجليلوند (مقاطعة إسلام آباد غرب)
تشنغرجليلوند (بالفارسية: چنگرجلیلوند) هي قرية تقع في قسم حومة الشمالي الريفي (مقاطعة إسلام آباد غرب) في إيران. يقدر عدد سكانها بـ 684 نسمة بحسب إحصاء 2016.